# Ewa Rydell
Ewa Margareta Rydell (Gotemburgo, 26 de febrero de 1942) es una exgimnasta sueca que ganó dos medallas en los Campeonatos de Europa de 1963 en gimnasia artística. Compitió en los Juegos Olímpicos de 1960 y 1964 y terminó en los puestos 11º y 8º con el equipo sueco, respectivamente. Su padre, Sven Rydell, ganó una medalla de bronce en fútbol en los Juegos Olímpicos de París 1924.

## Trayectoria  deportiva

### Juegos Olímpicos
En los Juegos Olímpicos de Roma 1960, fue la mejor entre las seis gimnastas suecas participantes. En la competición individual, terminó en el puesto 29 de 124 participantes y ocupó el 15.º lugar en la disciplina de salto. En la competición por equipos, Suecia quedó en el puesto 11º. El equipo estaba formado por Ewa Rydell, Lena Adler, Gerola Lindahl, Solveig Egman, Monica Elfvin y Ulla Lindström.
En los Juegos Olímpicos de Tokio 1964, ocupó el puesto 42 en la competición individual y ayudó al equipo sueco a alcanzar el octavo lugar.

### Campeonatos Europeos
En el Campeonato Europeo de Gimnasia Artística de 1963, ganó una medalla de oro en la disciplina de barra de equilibrio y una medalla de bronce en la competición general12.